# Stazione di Albacina
La stazione di Albacina è una stazione ferroviaria posta sulla linea Roma-Ancona, e punto d'origine della linea per Civitanova. Sita nel centro abitato di Borgo Tufico, frazione del comune di Fabriano, prende tuttavia nome dal centro abitato di Albacina.

## Strutture e impianti
È dotata di quattro binari con banchina adibita al servizio passeggeri. Dal terzo binario si dirama la ferrovia Civitanova Marche-Fabriano. La stazione è presenziata da capostazione ed è stazione porta permanente nella linea Falconara-Roma gestita in telecomando dal Dirigente Centrale Operativo (DCO) di Roma Termini, oltre che nella Linea Albacina-Civitanova con DCO a Pescara Centrale. Il Dirigente Movimento della stazione ha operato con un banco ACE (Apparato Centrale Elettrico a leve individuali), fino al 22 Dicembre 2019, quando è stato attivato il nuovo ACC (Apparato Centrale Computerizzato). Il nuovo Apparato sostituisce il vecchio e permette una gestione più efficace degli scambi, dei segnali e dei relativi PL (Passaggio a livello). La Stazione trovandosi su una linea in telecomando necessita del consenso elettrico per l'immissione dei treni in linea dal DCO di competenza.
Il binario 2 è di transito e di fermata della Ferrovia Roma-Ancona. Il binario 1 è utilizzato per precedenze della linea Ancona-Roma. Il Binario 3 è dedicato alla linea per Civitanova, mentre il Binario 4, può essere utilizzato sia per le precedenze della Civitanova-Fabriano sia per le precedenze della Ancona-Roma.

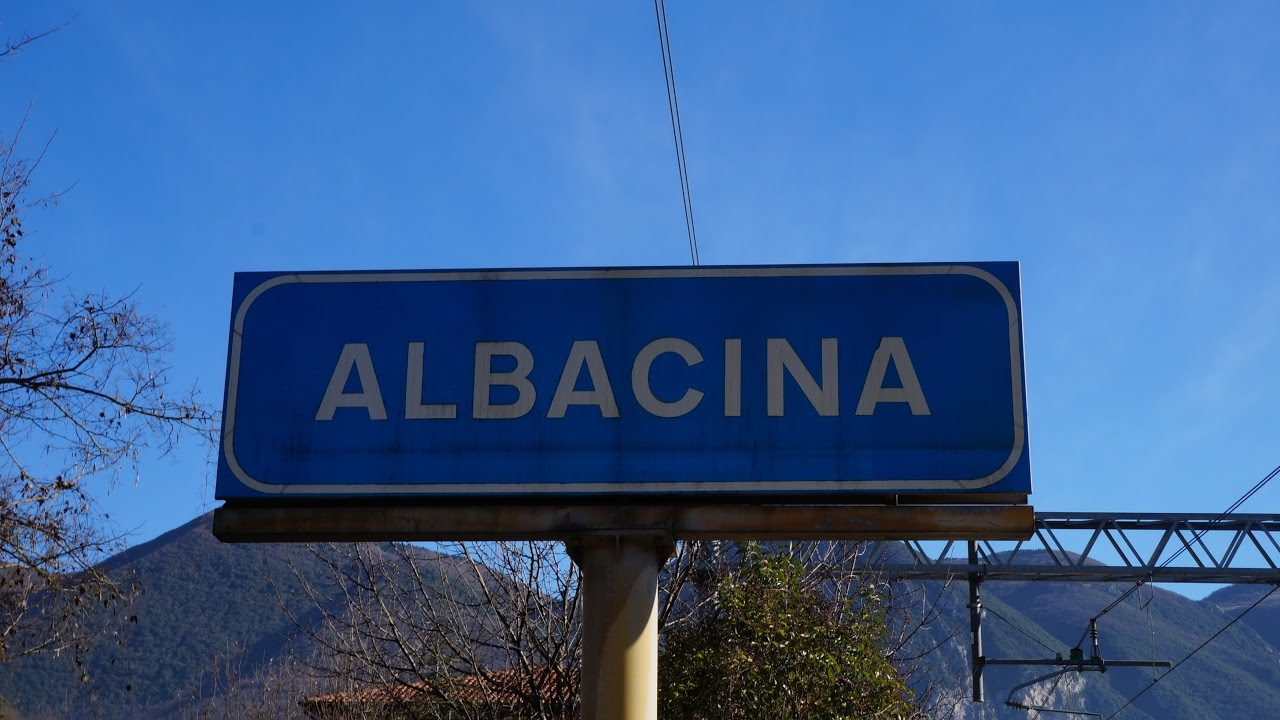
Cartello della stazione di Albacina lato Falconara binario 1

## Servizi
La stazione è dotata di biglietteria automatica e di sala d'aspetto al coperto.